# Walter Gieseking
Walter Wilhelm Gieseking (Lyon, Francia, 5 de noviembre de 1895 - Londres, Reino Unido, 26 de octubre de 1956) fue un pianista y compositor franco-alemán.

## Biografía
Walter Wilhelm Gieseking nació el 5 de noviembre de 1895 en Lyon, hijo de padres alemanes. Gieseking fue en gran parte un pianista autodidacta, hasta que comenzó sus estudios en el conservatorio de Hannover (Alemania). Estudió con Karl Leimer, con quien había escrito un libro. Su carrera profesional comenzó en 1921 cuando se presenta ante el público tocando la versión integral de las 32 sonatas de Beethoven en una serie de seis conciertos. Siguió en 1923 con la interpretación del "Concierto para piano" de Hans Pfitzner, que el compositor le dedicó.
En su autobiografía dice que ya a los 16 años era capaz de ejecutar casi todo Bach, Mozart, Beethoven, Schubert, Chopin, Schumann y Mendelssohn. Además, su memoria también era excepcional, y un lector a primera vista de un nivel fuera de serie que podía memorizar una obra de un día para otro, con la capacidad de presentarla de inmediato en un concierto.
En 1926 comienza hacer giras por toda Europa y luego se embarca para los Estados Unidos en donde tiene un gran triunfo, especialmente con el Concierto N.º 2 de Rachmaninov. Durante la II Guerra Mundial actuó bajo la batuta de directores como Willem Mengelberg y Wilhem Furtwängler. 
Según la biografía de Artur Rubinstein, antes de la Segunda Guerra Mundial y durante la misma declaró ser un seguidor entusiasta del Partido Nacionalsocialista Obrero Alemán; durante la guerra permaneció en Alemania y también realizó algunas interpretaciones en la Francia ocupada. Todo ello dio lugar a acusaciones de colaboración con el Partido Nacionalsocialista Obrero Alemán. Varios de sus conciertos, en especial en Estados Unidos, tuvieron que ser cancelados por las protestas en su contra. Después de la guerra adujo haber sido víctima de tácticas de presión política y finalmente fue absuelto por un tribunal Aliado de cualquier acto cometido.
A partir de 1946 hizo música de cámara junto al violonchelista Wolfgang Hölscher y el violinista Gerhard Taschner. 
También dedicaba tiempo a su gran hobby, el cual seguramente heredó de su padre, el estudio de los insectos: la entomología.
Murió el 26 de octubre de 1956 mientras estaba grabando la "Sonata para piano nº 15" de Beethoven para la compañía HMV. Había completado la grabación de los tres primeros movimientos y al día siguiente debía grabar el cuarto, pero esa noche falleció. HMV comercializó la grabación inacabada.

## Repertorio y grabaciones
Gieseking tenía un amplio repertorio, que abarcaba desde las obras fundamentales de Ludwig van Beethoven hasta los conciertos de Sergéi Rajmáninov (el compositor quedó impresionado con su interpretación del "Concierto para piano nº 3") y obras más modernas de Goffredo Petrassi, Erich Wolfgang Korngold, Castelnuovo -Tedesco, Cyril Scout, Arnold Schoemberg, Karol Szymanowski, Alexander Skriabin, Ferrucio Busoni, Paul Hindemith, Alfredo Casella, Ernst Toch, Hermann Reutter y otros. Algunas de estas obras le fueron dedicadas como Francis Poulenc que le dedicó su Humoresque y Hans Pfitzner su Concierto para piano. Sin embargo, es principalmente recordado como uno de los grandes intérpretes de las obras de Mozart, Frédéric Chopin, Claude Debussy y Maurice Ravel. 
Es especialmente reconocido por sus integrales en disco de las obras para piano de Debussy y de Ravel. Su sentido del matiz, del color, y su ciencia de la utilización del pedal le permitían aproximarse a esa música con gran éxito. Sus interpretaciones en directo de obras de Debussy en el Festival de Granada, grabadas por RNE, son legendarias. El musicólogo austriaco Kurt Blaukopf manifiesta con relación a la capacidad interpretativa de Gieseking y teniendo en cuenta a los compositores franceses: “ su ejecución tiene riqueza en todos los matices dentro de la visión de los impresionistas (…), con los más finos matices de la paleta de los impresionistas franceses de los años 1900 (…) exige de sí mismo restituir el colorido universal de Debussy y Ravel con una autenticidad que sobrepasa en gran medida la simplicidad de la simple fidelidad”.
Sus grabaciones de los "Preludios" de Debussy, realizadas en 1953 y 1955, fueron republicadas por EMI en su colección "Grandes grabaciones del siglo" y recibió en 1998 un Grammy Hall of Fame Award. Muchas de sus grabaciones posteriores fueron hechas en formato estéreo y monoaural. La compañía Music & Arts ha publicado la grabación estéreo de la interpretación de Gieseking de 1944 del concierto N.º 5 para piano de Beethoven "Emperador".
Fue incluido en la selección Grandes Pianistas del Siglo XX del sello Philips con los volúmenes 32 y 33.